# مشتق زمانی
مشتق زمانی یا مشتق نسبت به زمان (به انگلیسی: Time derivative) به مشتق یک تابع نسبت به زمان گفته می‌شود که معمولاً مفهومی از نرخ تغییر مقدار تابع دارد. متغیر زمان معمولاً با t نشان داده می‌شود.

## شیوهٔ نگارش
شیوه‌های مختلفی برای نگارش مشتق زمانی وجود دارد. علاوه بر نگارش معمولی لایبنیتس
{\displaystyle {\frac {dx}{dt}}}
شیوهٔ معمول و مختصر دیگری وجود دارد که روش نگارش نیوتن خوانده می‌شود و خصوصاً در فیزیک کاربرد دارد:
{\displaystyle {\dot {x}}}
مشتق درجات بالاتر هم به همین ترتیب نوشته می‌شوند. مثلاً مشتق دوم نسبت به زمان بدین صورت:
{\displaystyle {\frac {d^{2}x}{dt^{2}}}}
یا:
{\displaystyle {\ddot {x}}}
نوشته می‌شود.
به‌طور کلی مشتق زمانی یک بردار، مثلاً
{\displaystyle {\vec {V}}=\left[v_{1},\ v_{2},\ v_{3},\cdots \right]\ ,}
به‌صورت برداری تعریف می‌شود که مؤلفه‌هایش مشتق زمانی مؤلفه‌های بردار اصلی هستند. بدین صورت که:
{\displaystyle {\frac {d{\vec {V}}}{dt}}=\left[{\frac {dv_{1}}{dt}},{\frac {dv_{2}}{dt}},{\frac {dv_{3}}{dt}},\cdots \right]\ }